# Xoanon

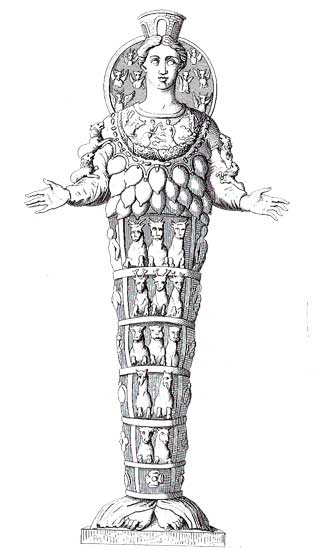
Een xoanon van Artemis van Ephesus

Een xoanon (Oudgrieks: ξόανον / xóanon; meervoud: ξόανα / xóana) was een archaïsch houten cultusbeeld in het oude Griekenland. Grieken associeerden in de klassieke periode dergelijke cultusvoorwerpen, of ze nu aniconisch of een beeltenis waren, met de legendarische kunstenaar en uitvinder Daedalus.
Dergelijke cultusbeelden waren ook in later tijden nog bewaard. Zo beschreef Pausanias in de 2e eeuw n.Chr. talrijke xoana in zijn Beschrijving van Griekenland, waaronder het beeld van Hera in haar tempel te Samos moet worden vermeld. Hierover merkt Clemens van Alexandrië op:
Het standbeeld van de Samische Hera, zoals Aëthlios zegt, was eerst een houten balk, maar nadien, toen Prokles heerser was, werd het vermenselijkt in vorm— Clemens van Alexandrië, Protrepticus 4 opgemerkt in Stewart.
Andere vermeldingen van Pausanias zijn:

Over Korinthe: 
"Het heiligdom van Athena Chalinitis is bij het theater, en in de buurt ervan is een naakt houten beeld van Herakles, gezegd door Daidalos te zijn gemaakt. Al de werken van deze kunstenaar, hoewel wat grof om naar te kijken, hebben desalniettemin een tikje van het goddelijk in zich.— Beschrijving van Griekenland II 4.5
en:
Van de werken van Daidalos zijn er twee in Boeotië, een Herakles in Thebe en de Trophonios te Lebadeia. Er zijn ook twee andere xoana op Kreta, een Britomartis te Olous en een Athena te Knossos. (...) Op Delos is er ook een klein xoanon van Aphrodite, waarvan de rechterhand door de tijd is beschadigd, en waarvan het onderste deel in plaats van de voeten vierkant is. Ik ben ervan overtuigd dat Ariadne dit beeld kreeg van Daidalos.— Beschrijving van Griekenland IX 40.3
Gelijkaardige xoana werden door de Grieken toegeschreven aan een tijdgenoot van Daedalus, de even legendarische Smilis.
In Athene werd in het Parthenon een houten beeltenis van Pallas Athena bewaard waarvan de Atheners meenden dat het op aarde was gevallen als geschenk voor Athene. Op het eiland Icaria werd een rustiek stuk hout vereerd omwille van de geest van Artemis die het bevatte of voorstelde (Burkert). Ovidius beschrijft in zijn Metamorphosen (X 693ff.) hoe er in de grot van de moedergodin talrijke houten beelden te zien zijn.

## Voetnoten
1. ↑  Cf "Dame van Efeze" in de tempel van Artemis in Efeze die de Grieken Artemis noemden.